# Savuto (vino)
Il Savuto è un vino DOC la cui produzione è consentita nelle province di Catanzaro e Cosenza.

## Zona di produzione
La zona di produzione comprende parte del territorio dei seguenti comuni:
Provincia di Cosenza
- Rogliano
- Santo Stefano di Rogliano
- Marzi
- Belsito
- Grimaldi
- Altilia
- Aiello Calabro
- Cleto
- Serra
- Pedivigliano
- Malito
- Amantea
- Scigliano
- Carpanzano

Provincia di Catanzaro
- Motta Santa Lucia
- Martirano antico
- Martirano Lombardo
- San Mango d'Aquino
- Nocera Terinese
- Conflenti

## Storia
Ha grande tradizione di vino pregiato sin dall'antichità. Decantato da Plinio e Strabone, amato dai patrizi romani ai cui banchetti non poteva mai mancare, il Savuto (“Sanutum” per i Latini) si distingue dagli altri vini calabresi perché, invece di essere il prodotto di vigneti digradanti verso il mare, deriva da viti che sono piantate sulle pendici dei monti che sovrastano il fiume Savuto, da cui questo vino prende il nome. Ancora oggi, peraltro, la vite da cui si trae questo vino di ottima levatura è allevata ad alberello, con il sistema praticato dall'antica popolazione dei Bruzi nel III secolo a.C. Nei secoli, sconvolgimenti del territorio causati da guerre, fattori politici, eventi patologici hanno decimato le produzioni e i vigneti del Savuto, la cui produzione si è dunque stabilizzata solo a partire dal XV secolo, grazie all'evoluzione dei trasporti marittimi e alla conseguente instaurazione di regolari rapporti commerciali con mercati lontani. Dopo la discesa dei Romani al sud della penisola italica, il vino "Sanutum" ora Savuto, veniva ampiamente apprezzato alla pari dei grandi vini dell'epoca.
A quei tempi la Calabria,già sottomessa al dominio di Roma, pagava a questa tributi sotto forma di legnami e vino. Nel 1807, il diarista Duret de Tavel, ufficiale francese, di transito nella valle del Savuto,in “ "Lettere dalla Calabria" indirizzate al padre, scriveva tra l'altro: “Rogliano 18 dicembre 1807…questo borgo abitato da duemila anime… ha diverse belle case ed è rinomato per l'aria salubre e per il suo buon vino Successivamente alla seconda guerra mondiale la Calabria si è posta su un piano di rinnovamento generale, ed anche nella nostra zona i produttori hanno badato più alla qualità che alla quantità considerando il Savuto un vino tipico di classe elevata; i suoi attestati vanno ricercati nelle attività promozionali intraprese. La plaga di questo vino, come è noto, comprende i centri situati a sud della provincia di Cosenza. Caldo e robusto questo nettare ha un uvaggio che è un atto di amore della terra che lo produce. Il suo vitigno più importante è il Gaglioppo, detto anche Magliocco o Arvino, di antica origine, introdotto nel periodo magno greco.

## Tecniche di produzione
È vietata ogni pratica di forzatura. È ammessa l'irrigazione di soccorso.
Il vino DOC dopo un periodo di invecchiamento non inferiore a 3 anni, a decorrere dal 1º novembre dell'anno di raccolta delle uve, possono assumere la designazione "Savuto rosso superiore".

## Disciplinare
Il Savuto DOC è stato istituito con DPR 19 maggio 1975 pubblicato sulla Gazzetta Ufficiale n. 291 del 3 novembre 1975.
Successivamente è stato modificato con:
- DM 23 novembre 2011 GU 284 – 6 dicembre 2011 (Serie Ordin. n. 252)
- DM 30 novembre 2011 GU 295 – 20 dicembre 2011 Pubblicato sul sito ufficiale del Mipaaf Sezione Qualità e Sicurezza Vini DOP e IGP
- La versione in vigore è stata approvata con DM 7 marzo 2014 Pubblicato sul sito ufficiale del Mipaaf Sezione Qualità e Sicurezza Vini DOP e IGP

## Tipologie

### Rosso
È consentita la menzione classico e superiore.
|                                | rosso | rosso classico | rosso superiore |
| uvaggio                        | Gaglioppo max 45%; Aglianico max 45%; Greco nero, Nerello cappuccio da soli o congiuntamente max 10%; possono concorrere altri vitigni a bacca nera, idonei alla coltivazione in Calabria max 45%. |                |                 |
| titolo alcolometrico minimo    | 12,00% vol. | 13,50% vol.    |                 |
| acidità totale minima          | 5,0 g/l. |                |                 |
| estratto secco minimo          | 25,00 g/l |                |                 |
| resa massima di uva per ettaro | 110 q. | 90 q.          | 110 q.          |
| resa massima di uva in vino    | 70 % |                |                 |

#### Caratteri organolettici
- Aspetto: rosso rubino più o meno carico o rosato.
- Olfatto: profumo caratteristico.
- Gusto: pieno, asciutto.

#### Abbinamenti consigliati
Carni arrosto e alla griglia.

### Rosato
È consentita la menzione classico.
|                                | rosato | rosato classico |
| uvaggio                        | Gaglioppo max 45%; Aglianico max 45%; Greco nero, Nerello cappuccio da soli o congiuntamente max 10%; possono concorrere altri vitigni a bacca nera, idonei alla coltivazione in Calabria max 45%. |                 |
| titolo alcolometrico minimo    | 11,00% vol. |                 |
| acidità totale minima          | 5,0 g/l. |                 |
| estratto secco minimo          | 18,00 g/l |                 |
| resa massima di uva per ettaro | 110 q. | 90 q.           |
| resa massima di uva in vino    | 70 % |                 |

#### Caratteri organolettici
- Aspetto: rosso rubino più o meno carico o rosato.
- Olfatto: profumo caratteristico.
- Gusto: pieno, asciutto.

#### Abbinamenti consigliati
Carni arrosto e alla griglia.

### Bianco
| uvaggio                        | Montonico max 40%; Chardonnay max 30%; Greco bianco max 20%; Malvasia bianca max 10%; possono concorrere altri vitigni a bacca bianca, idonei alla coltivazione in Calabria max 45% |
| titolo alcolometrico minimo    | 10,50% vol. |
| acidità totale minima          | 5,0 g/l. |
| estratto secco minimo          | 15,00 g/l |
| resa massima di uva per ettaro | 110 q. |
| resa massima di uva in vino    | 70 % |

#### Caratteri organolettici
- Aspetto: rosso rubino più o meno carico o rosato.
- Olfatto: profumo caratteristico.
- Gusto: pieno, asciutto.

#### Abbinamenti consigliati
Carni arrosto e alla griglia.